# 54 Draconis
Désignations
54 Draconis (en abrégé 54 Dra) est une étoile géante de la constellation boréale du Dragon. Elle est visible à l'œil nu avec une magnitude apparente de 4,99. L'étoile présente une parallaxe annuelle de 19,37 mas mesurée par le satellite Gaia, ce qui permet d'en déduire qu'elle est distante d'environ ∼ 168 a.l. (∼ 51,5 pc) de la Terre. Elle s'en rapproche à une vitesse radiale héliocentrique de −32 km/s.
54 Draconis est une étoile géante rouge évoluée de type spectral K2III. Elle est 1,65 fois plus massive que le Soleil et son âge est approximativement de deux milliards d'années. Le rayon de l'étoile est près de neuf fois plus grand que le rayon solaire, elle est 40 fois plus lumineuse que le Soleil et sa température de surface est de 4 868 K.